# Fasole bătută
Fasole bătută (sau frecată, făcăluită, sleită) este o specialitate culinară românească preparată din fasole boabe albe tocate mărunt, amestecate cu ulei, usturoi, sare și piper care se servește cu ceapă călită sau pârgălită (prăjită în untură) cald sau rece. Rețeta diferă între regiuni. Mâncarea se potrivește și ca fel de post.

## Ingrediente

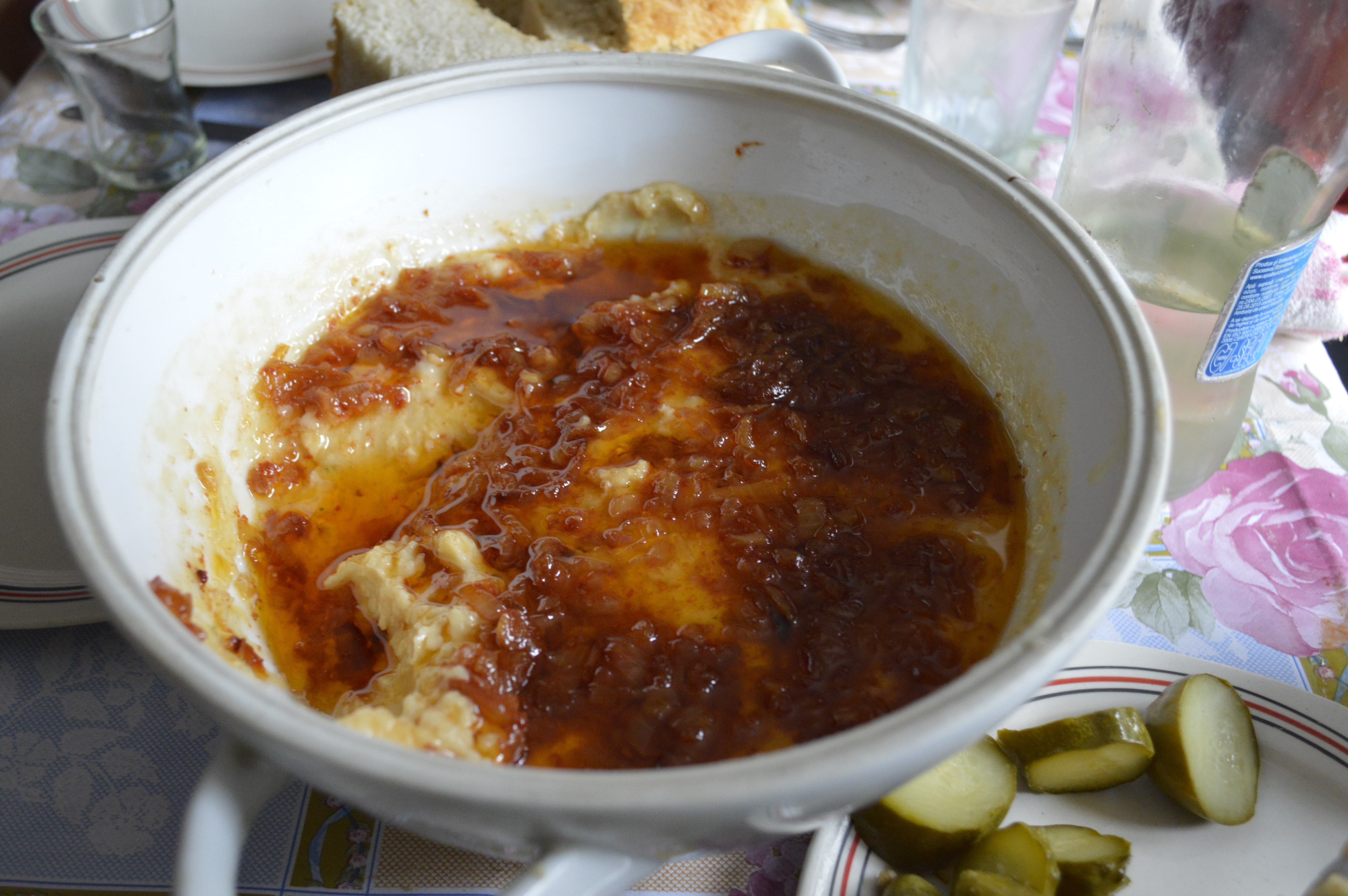
Fasole batută cu ceapă înroșită

Pentru prepararea mâncării este nevoie de fasole boabe albe fierte, usturoi zdrobit sau mujdei, ulei de floarea soarelui sau altul neutral, sare, piper negru, opțional boia dulce și/sau o bucată de morcov fiert, în plus ceapă tăiată felii pentru prăjit sau călit.

## Mod de preparare
Fasolea fiartă se zdrobește cu furculița sau cu ustensila pentru piure de cartofi, ori se mărunțește într-un mixer cu adăogare de usturoi, sare și piper (opțional și boia). Se adaugă în timpul procesului ulei sau, dacă se renunță la el, puțină zeamă rămasă de la fiert și se bate bine. Dacă compoziția este produsă manual, se recomandă trecerea piureului prin sita fină sau prin telul de cartofi pentru a obține o pastă cât mai fina și mai mătăsoasă, iar dacă se prepară cu ajutorul unui blender, se adaugă usturoiul, uleiul (câte puțin, ca la o maioneză) și se omogenizează bine totul. Se călește sau prăjeste ceapa tăiată rondele într-o tigaie cu puțină sare și se adaugă peste fasole.

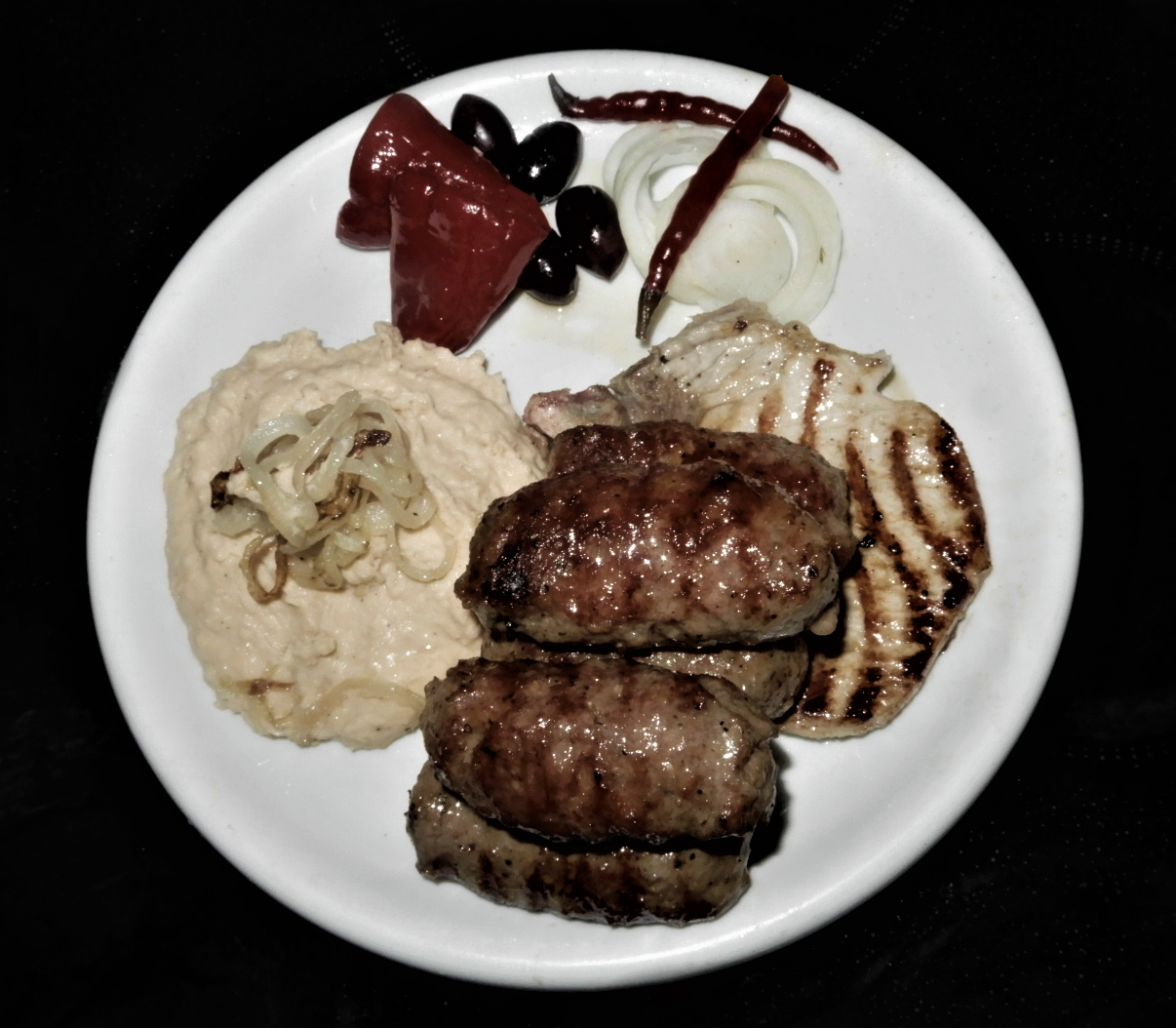
Grătar mixt cu mici și fasole bătută

Mâncarea se poate ingera caldă sau rece. Se servește ori ca aperitiv cu ceapa prăjită și murături, ori ca garnitură la un grătar mixt sau cârnați afumați.

## Variații
Pentru această rețetă există multe variații, în urmare cele mai comune: 
- Se adaugă un morcov, uneori de asemeni o bucată de țelină, cu toate fierte, la fasole și/sau ceva verdeață (pătrunjel, mărar).[5][6]
- În Ardeal se adaugă în plus boia de ardei la ceapă.[7]
- În Moldova se adaugă în plus bulion sau suc de roșii la ceapă precum chiar ceva pastă de roșii la fasole.[8]